# Onze-Lieve-Vrouw van Bijstandkerk (Pontisse)

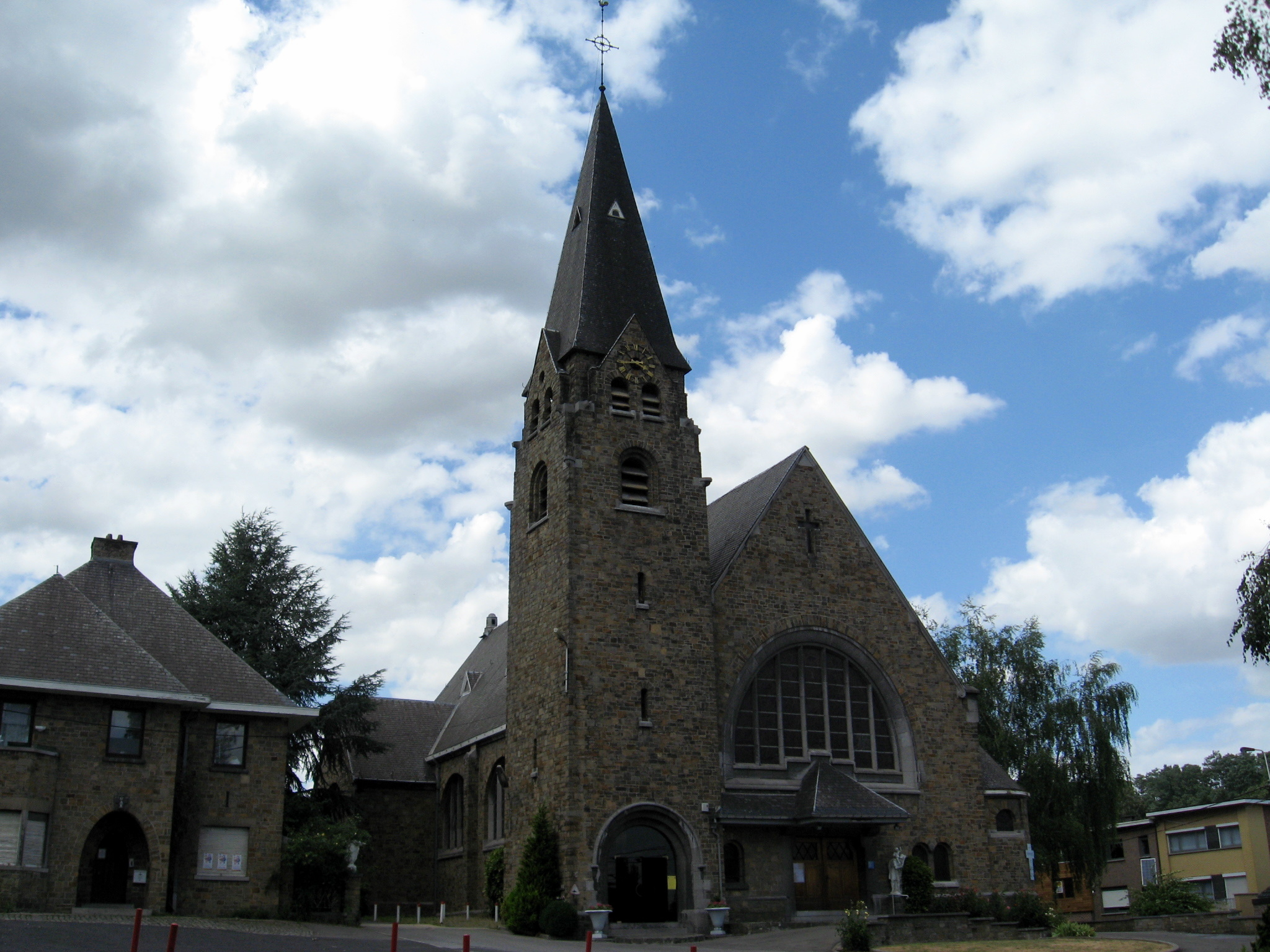
Onze-Lieve-Vrouw van Bijstandkerk

De Onze-Lieve-Vrouw van Bijstandkerk (Église Notre-Dame du Bon Secours) is de parochiekerk van Pontisse.
Deze kerk werd gebouwd van 1933-1934 in art-decostijl. Architect was Toussaint. De kerk is gebouwd in natuursteenblokken en heeft een vierkante toren die links van de voorgevel is aangebouwd, welke vier topgevels heeft en bekroond wordt door een tentdak.
De kerk bezit een 16e-eeuws beeld van Maria met Kind, in gepolychromeerd hout. Bij de ingang staat een beeld van Sint-Christoffel. Sinds 1933 is er een devotie met betrekking tot deze heilige.